# Ahmad Abdel-Halim
Ahmad Abdelsalam Abdel-Halim Al-Zugheir (Amman, 14 settembre 1986) è un calciatore giordano, difensore del Sahab e della Nazionale giordana.

## Caratteristiche tecniche
Centrocampista di sinistra, può giocare anche come ala sinistra o come terzino sinistro.

## Carriera

### Club
Comincia a giocare in patria, all'Al-Wehdat, con cui gioca per nove anni, vincendo più volte il campionato e la coppa nazionale. Nel 2013 si trasferisce in Palestina, allo Shabab Al-Khaleel. Nel 2014 torna in patria, al That Ras. Nel 2016 viene acquistato dal Sahab.

### Nazionale
Ha debuttato in Nazionale il 12 giugno 2007, in Giordania-Iraq (0-0). Ha messo a segno la sua prima rete con la maglia della Nazionale il 16 settembre 2010, in Giordania-Iraq (4-1), in cui ha siglato la rete del momentaneo 1-0. Ha partecipato, con la Nazionale, alla Coppa d'Asia 2011. Ha collezionato in totale, con la maglia della Nazionale, 25 presenze e una rete.